# Marquesado de Cabanes
El marquesado de Cabanes es un título nobiliario español creado por el rey Alfonso XIII en favor de José Garriga-Nogués y Roig, destacado financiero ligado a la Banca Garriga-Nogués, mediante real decreto del 19 de diciembre de 1921 y despacho expedido el 30 de enero de 1922.
Su denominación hace referencia a la localidad española de Cabanes, en la provincia de Castellón

## Marqueses de Cabanes
|                           | Titular                              | Periodo                   |
| Creación por Alfonso XIII | Creación por Alfonso XIII            | Creación por Alfonso XIII |
| ------------------------- | ------------------------------------ | ------------------------- |
| I                         | José Garriga-Nogués y Roig           | 1922-1936                 |
| II                        | José Garriga-Nogués y Garriga-Nogués | 1956-1986                 |
| III                       | José Garriga-Nogués Marcet           | 1986-2008                 |
| IV                        | José Garriga-Nogués Gonzalo          | 2008-2014                 |
| V                         | Borja Garriga-Nogués Gonzalo         | 2015-hoy                  |

## Historia de los marqueses de Cabanes
- José Garriga-Nogués y Roig (m. 6 de marzo de 1935), I marqués de Cabanes.[1][3]

Casó con María del Pilar Garriga-Nogués y Coll. El 2 de marzo de 1956 le sucedió su hijo:
- José Garriga-Nogués y Garriga-Nogués (Barcelona, 31 de agosto de 1902-3 de diciembre de 1985), II marqués de Cabanes, tenista y banquero que fue presidente del Banco Garriga-Nogués, del sindicato de banqueros de Barcelona, de Urbana de Edificios, Clavijo Seguros, vocal del Banco de Crédito Social, del Consejo Superior Bancario, de Aguas de Barcelona, del Ter, Hidroeléctrica de Galicia, etc.[5][3]

Casó en 1927 con María del Carmen Marcet Soler. El 23 de octubre de 1986, previa orden del 1 de septiembre para que se expida la correspondiente carta de sucesión (BOE del día 17), le sucedió su hijo:
- José Garriga-Nogués Marcet (n. Barcelona, 20 de septiembre de 1929), III marqués de Cabanes, director general del Banco Garriga-Nogués.[3]

Casó el 10 de junio de 1957, en Burgos, con Carmen María Gonzalo Álvarez (n. 1933). El 21 de enero de 2008, previa orden del 26 de noviembre de 2007 para que se expida la correspondiente carta de sucesión (BOE del 13 de diciembre), le sucedió su hijo:
- José Garriga-Nogués Gonzalo (n. Barcelona, 29 de mayo de 1958), IV marqués de Cabanes.[3]

Casó el 26 de junio de 2009 con María José Buira Pérez. El 16 de noviembre de 2015, previa orden del 28 de septiembre para que se expida la correspondiente carta de sucesión (BOE del 9 de octubre), le sucedió su hermano:
- Borja Garriga-Nogués Gonzalo (n. Barcelona, 13 de octubre de 1971), V marqués de Cabanes.[4]